# Carte Vitale
 (juin 2025).
La carte Vitale est la carte d'assurance maladie de l'assurance maladie en France. Conçue par le groupement d'intérêt économique SESAM-Vitale, c’est une carte à puce au format carte de crédit (plus précisément au format ID1) permettant de justifier les droits du titulaire de la carte (ou de ses ayants droit, mineurs ou conjoint) à la couverture par un organisme de sécurité sociale des dépenses de santé en France. Cette carte, identique pour tous les régimes obligatoires d'assurance maladie, est utilisable seulement en France métropolitaine et dans les départements d'outre-mer. Elle est complémentaire de la carte européenne d'assurance maladie qui ne peut pas servir sur le territoire national.
La première version a été diffusée en 1998. Depuis mai 2007, elle est progressivement remplacée par une carte de nouvelle génération, la carte Vitale 2, qui affiche la photographie du titulaire, entre autres évolutions techniques.
En assurant l’identification numérique de l’assuré social, cette carte est une composante essentielle du système SESAM-Vitale de création et de transmission normalisée et sécurisée des flux de facturation des prestations de soins :
- des feuilles de soins électroniques (FSE) vers les portails des organismes d’assurance maladie obligatoire ;
- des demandes de remboursement électroniques (DRE) vers les portails des organismes d'assurance maladie complémentaire.

Cette architecture permet la gestion automatisée de ces facturations de prestations de soins, tout en assurant un traitement plus rapide des dossiers de remboursement des frais médicaux ainsi qu'une diminution des coûts de personnel par les caisses.
L'utilisation d'une carte Vitale, quand on en possède une, n'est pas obligatoire en 2016 : la présentation d'une feuille d'attestation de sécurité sociale, remise dans les caisses primaires d'assurance maladie (CPAM) est suffisante pour obtenir le remboursement des soins (cependant cela n'assure pas la mise en place du tiers-payant en cas d'absence de la carte).

## Histoire

### SESAM

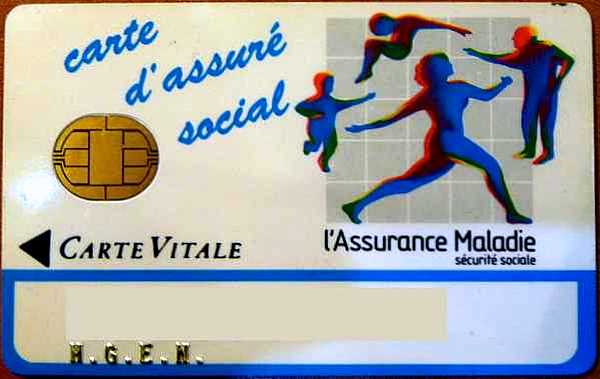
Carte Vitale expérimentale

En novembre 1987, la première carte à micro-processeur contenant les informations administratives de l'assuré et de ses ayants droit, est expérimentée. Les habitants de Châteaubourg, Saint-Didier, Domagné et Saint-Jean-sur-Vilaine dépendant du régime général d'assurance maladie et du régime agricole reçoivent une carte dite SESAM. Cette expérimentation dura 10 ans, jusqu'à l'arrivée de la carte Vitale.

### Carte Vitale 1
C'est en juin 1997 que la carte Vitale a adopté son aspect visuel actuel. En avril 1998, les premières cartes Vitale familiales commencent à être distribuées en Bretagne. Il faudra attendre juillet 1999 pour que les 37 millions de bénéficiaires de l'époque en disposent.
La première génération de carte Vitale est dotée de seulement 4 Ko de mémoire à la norme ISO 7816. Initialement, sa durée de vie était programmée pour 3 ans. C'est une carte de type « familial », c'est-à-dire contenant les données administratives de l'assuré ouvrant droit et des bénéficiaires ayants droit (conjoint et enfants). La carte peut gérer jusqu'à 19 bénéficiaires au maximum. Comme il était prévu qu'elle soit remplacée à la fin du XXe siècle par Vitale 2 dotée d'un « volet santé », on n'a pas placé de champs contenant la date de fin de droit de l’assurance maladie et de fin du 100 %. À partir de septembre 2001, le GIE Sesam-Vitale commence la distribution des cartes Vitale dites « personnelles » pour tous les ayants droit de plus de 16 ans.
Depuis 1998, 90 millions de cartes Vitale 1 ont été fabriquées par Morpho (Safran Identity & Security), Axalto/Schlumberger , Oberthur, GEMPLUS, SOLAIC/Schlumberger Sema.
Le masque  avait été réalisé par Bull CP8, une filiale de Bull spécialisée dans la conception et le développement des systèmes d'exploitation (masques) utilisés dans les cartes à puce. En février 2001 Schlumberger achète pour 325 millions de dollars Bull-CP8, la filiale du Groupe Bull et externalise cette activité dans Axalto.
L'assurance maladie remplace gratuitement sur demande les cartes volées, abîmées ou perdues dans la limite des stocks disponibles dans les deux années à compter de leur perte. En 2004, la Direction de la Sécurité Sociale avait proposé lors de la discussion du projet de loi de financement de la sécurité sociale de faire prendre en charge par l'assuré le coût de remplacement des cartes perdues. Cette mesure refusée par le Parlement aurait pourtant permis une économie estimée entre 4 et 12 millions d'euros par an selon qu'on prend en compte le coût des cartes seules ou celui de la procédure totale de remplacement.
Il n'y a pas d'information médicale mais les cartes Vitale 1 ou 2 contiennent un volet administratif :
- le numéro de sécurité sociale de l’assuré ;
- Le nom de famille, le prénom usuel et la date de naissance du titulaire (l'assuré ou un membre de sa famille de plus de 16 ans) et le nom de famille, le prénom usuel et la date de naissance des bénéficiaires éventuels;
- Trois codes Régime/Caisse/Centre : Un code pour le régime d’assurance maladie obligatoire (régime général, régime agricole, travailleurs indépendants, etc.), un code pour la caisse et un code pour le centre de rattachement ;
- Les droits aux prestations d'assurance maladie avec les « codes couverture » et les périodes d'exonération en cas d'Affection longue durée (ALD). Le code couverture est sur cinq caractères numériques (par exemple 00100 ou 10100). Il est la concaténation du code ALD de un caractère (valeur 0,1,2,3,4,5,6) et du code situation sur quatre caractères. Un code ALD de 1,2 ou 3 signifie que la personne bénéficie d'une exonération du ticket modérateur au titre d'une Affection Longue Durée. Si les prestations de soins sont conformes au protocole ALD, le taux de remboursement à appliquer est de 100 %.
- Si la carte est actualisée et pour les femmes, la date de la grossesse.

ainsi qu'éventuellement :
- les droits à la couverture maladie universelle (CMU) sauf exception ;
- Pour certains régimes comme les fonctionnaires, les droits à une couverture complémentaire si elle est gérée par le même organisme que pour le régime obligatoire.

Des données spécifiques à la carte :
- Le type de carte et son numéro de série ainsi que le numéro figurant au dos du compte de sécurité primaire ;
- La version du schéma d'organisation des données ;
- Les données de personnalisation ainsi que la date de dernière mise à jour de la carte ;
- La date de fin de validité de la carte à partir de la V1 ter.

Le numéro de série est également imprimé au recto la carte. Les API Sesam-Vitale « remontent » ce numéro pour certaines fonctions :
- comme la sécurisation des FSE
- pour la génération d'un identifiant de santé « temporaire » dans le cadre du Dossier pharmaceutique. En effet l'INS, ou Identifiant national de santé, n'est pas encore opérationnel.

Lors de tout changement de situation (maternité, naissance, ALD , etc.) la carte Vitale doit être actualisée dans une borne de mise à jour ou dans les pharmacies.

### Technologie et bug
Il y a eu plusieurs générations de cartes Vitale 1 : Les V1, V1bis et V1ter.
- Cartes « SCOT 400 » : nom historiquement utilisé pour désigner la famille des premières cartes Vitale déployées depuis 1998 à juin 2003. Le masque ou système d’exploitation générique était nommé « M9 version 1 » ou « M9V1 » ou « SCOT 400 M9V1 » et avait été conçu en 1991 par Bull CP8. Le microcircuit ST16SF44 A/RHQ était développé par SGS-Thomson Microelectronics. Ce microcontrôleur de la famille des composants ST16XYZ utilisait une unité centrale de 8 bits, une mémoire de travail RAM de 384 octets, une mémoire de programme ROM de 18 kio et une mémoire utilisateur EEPROM (mémoire de données) de 4 kio. Le chiffrement utilisait l'algorithme DES. En mai 1998, ce composant masqué (microcircuit électronique avec son masque) a été certifié Level E3 selon les critères ITSEC[3].
- Cartes « IGEA » : Nom générique de la deuxième génération de cartes Vitale déployées à partir de juillet 2003. Son masque était appelé initialement « M9V2 ».

1. IGEA 340 est le nom utilisé pour désigner le masque Vitale sur composant AT05SC1604R de ATMEL Smart Card ICs (certifié EAL4+)[4]. SchlumbergerSema (revendu à Atos Origine en septembre 2003[5]) développait la partie applicative. Ces cartes à micro-circuit « AT568C6 révision I » ont été appelées initialement « SCOTT340 ».
2. IGEA 440 est le nom désignant le masque Vitale sur microcircuit ST19XS04D de STMicroelectronics (certifié EAL4+). PIC est la référence pour la version 1 de ce masque alors que PIL est la référence STMicroelectronics du masque IGEA 440 V2 chargé sur ce même composant ST19XS04D[6]. Axalto (alors filiale de Schlumberger) en a conçu le masque. Cette génération diffusée de 2004 à 2006 présentait un bug empêchant la signature des FSE avec les nouveaux lecteurs rapides à 4Mhz comme le PRIUM-3S ou bloquant la carte lors des mises à jour dans les bornes[7]. La borne en version 3.0 refuse de faire la mise à jour des cartes Vitale 1 équipées du composant IGEA 440 et affiche un message d’erreur code n°73. Le GIE SESAM-Vitale estimait leur nombre à près de 2 millions[8] qu'il a fallu remplacer.

### Carte Vitale V1 ter
En avril 2004, le rapport de l'inspection générale des affaires sociales expliquait qu'il y avait 10 millions de cartes Vitale de trop en circulation. 60 millions avaient été diffusées alors qu'il n'y avait que 50 millions de titulaires de plus de 16 ans.
Les cartes V1 et V1 bis ne comportent aucun mécanisme physique ou logique permettant d'indiquer une date de fin de droit et autorise donc une ouverture permanente aux droits.
En 1998, tous les patients en maladie de longue durée (MLD) disposaient pour des raisons techniques de cartes Vitale avec des droits ALD se terminant au 31 décembre 1999, date à laquelle devait être lancée la carte Vitale 2. En 1999, confrontée au risque d'engorgement des services médicaux pour des demandes de renouvellement d'exonération au titre d'affections longue durée (ALD), l'assurance maladie avait décidé de rendre illisible par une modification du logiciel lecteur, la date de fin de droit à l'exonération ALD. Faute d'actualisation des cartes, les bornes étaient encore rares, les professionnels de santé n'avaient aucun moyen de vérifier que les porteurs de ces 7 millions de cartes étaient encore bénéficiaires de cette exonération. Devant l'impossibilité matérielle pour les médecins du Service médical des caisses de traiter tous ces dossiers il y eut plusieurs vagues de prolongation administrative des droits de l'ensemble des MLD aux échéances du 31 décembre 1999, du 31 décembre 2000 et du 31 décembre 2002, sans vérification de leur état médical.
Au contraire des cartes V1 et V1bis, la date de fin de validité de la carte est toujours présente dans une carte V1ter.

### Volet santé
Dès le début du programme SESAM, il était prévu d’ajouter rapidement à la carte Vitale un « volet santé », c'est-à-dire un mini dossier médical électronique, qui devait se substituer au carnet de santé papier . Ainsi l'article 8 de l’ordonnance n°96-345 du 24 avril 1996 « relative à la maîtrise médicalisée des dépenses de soins » précise que « Cette carte comporte un volet médical destiné à recevoir les informations pertinentes nécessaires à la continuité et à la coordination des soins ».
Ce projet nommé Vitale 2 a longtemps joué l’arlésienne, avec son volet d’informations médicales, elle devait même remplacer Vitale 1 avant le 31 décembre 1999. Le 3 novembre 1997 lors du débat parlementaire pour la loi de Finance 1998 à l’Assemblée nationale, Jérôme Cahuzac (rapporteur spécial de la commission des finances, de l’économie générale et du Plan, pour la santé) indiquait : « La carte Vitale 2, quant à elle, comportera des renseignements de nature sanitaire ; elle sera distribuée au premier semestre de 1999 puis généralisée ». L'assurance maladie a dû même annuler un programme de 11,9 millions de cartes Vitale 2 commandées en janvier 1997 et qu'elle pensait être en mesure de distribuer en 1998.
Le contenu et la fonction de ce « volet de santé » sont inscrits officiellement à l’article 36 de la loi du 30 juin 1999 instaurant la Couverture maladie universelle (CMU). Puis le programme de remplacement Vitale 2 est enterré. Le décret qui devait définir le contenu du volet de santé, ainsi que les conditions d’accès des différentes catégories de professionnels de santé, ne sera jamais publié. Finalement l'annonce de la généralisation du Dossier Médical Personnel pour le 1er juillet 2007 rend ce volet obsolète. Pour cette raison la nouvelle carte Vitale 2 qui commence à être diffusée début 2007 sera amputée de ce « volet médical ».

### Carte Vitale 2
Après de nombreux reports, Philippe Douste-Blazy ministre de la santé s’était engagé à ce que la carte Vitale 2 soit déployée au dernier trimestre 2006 puis distribuée jusqu’à la mi-2008. En fait, c'est en mars 2007 que les premiers nouveaux assurés bretons en reçoivent une. Le remplacement, qui ne concerne en 2009 que les nouveaux affiliés, les cartes perdues, volées, inutilisables ou ayant un problème de fonctionnement (composant IGEA 440), doit durer au moins jusqu’en 2013.
En général, la durée de vie des cartes à microprocesseur ne dépasse pas trois ans, en particulier les cartes bancaires, qui en plus évoluent à chaque nouvelle génération sur le plan des composants et des fonctions embarquées. Les fabricants de cartes ne pouvaient pas conserver des lignes de fabrication obsolètes pour produire de nouvelles cartes Vitale 1. L'approvisionnement en puces de génération ancienne n'était pas garanti après 2007. En outre les organismes d’assurance maladie complémentaire l'attendaient pour disposer d'un « volet complémentaire » afin d'y inscrire leurs données nécessaires à la génération des demandes de remboursement électroniques. D'ailleurs, même si la carte restait la propriété des régimes obligatoires, une participation financière de 2,50 % au coût du programme de remplacement était prévue pour les cartes émises sur l’année 2007.
En avril 2004, Sagem Défense Sécurité est retenue par le GIE SESAM-Vitale à la suite d'un appel d'offres lancé en février 2003, pour développer le système d’exploitation (masque) de la nouvelle carte.
Le 30 mai 2006, le GIE Sesam Vitale choisit Axalto et Gemplus international pour fournir les prochaines cartes Vitale 2. Le contrat portait sur un minimum de 8 millions de cartes sur une durée initiale de deux ans renouvelable deux fois pour une durée de un an. Gemplus devait personnaliser les cartes dans son centre de Gémenos près de Marseille. Mais en juin 2006, Axalto et Gemplus fusionnent formant Gemalto. Afin d’éviter la dépendance à un fournisseur unique, un autre industriel devait être sélectionné (Oberthur Technologies, Sagem Orga ou l’allemand Giesecke & Devrient).[réf. souhaitée]
En août 2006, le GIE Sesam Vitale, afin de qualifier les nouvelles Vitale 2, a lancé un appel d'offres qui a été remporté par la société Fime. Elle est désormais habilitée à qualifier les lots de cartes des différents industriels fournisseurs.
Vitale 2 a nécessité la construction d’une toute nouvelle « infrastructure d’émission des cartes » (« portail d’émission des cartes et gestion des ordres de personnalisation »). Il a fallu attendre le décret du 15 février 2007 pour lancer la production. Les premiers formulaires ont été envoyés aux assurés en mars 2007 et les premières cartes Vitale 2 ont été livrées en mai 2007. Comme pour la carte Vitale 1, dix ans auparavant, la diffusion a commencé par les assurés bretons ne possédant pas de carte Vitale (carte volée, perdue, inutilisable, les mineurs de 16 ans et les nouveaux affiliés), puis s'est étendue progressivement aux Pays de la Loire et enfin à la France.
Entre mai 2007 et avril 2008, seulement 1,9 million de cartes Vitale ont été délivrées (près d’un million en 2007) alors que les années précédentes il y avait 1,5 million de remplacements annuels pour perte ou vol des cartes Vitale 1. Fin 2007 plus de 90 % des nouvelles cartes émises par les différents régime d'assurance maladie obligatoire (AMO) étaient des cartes Vitale 2. En un an, 30 % des 3 millions de personnes invitées à envoyer leur photo, n'avaient pas répondu et 20 % des 2 millions de demandes reçues étaient inexploitables en raison de photos hors normes. 
Dans son rapport annuel sur « l’application des lois de financement de la sécurité sociale » pour 2007, présenté le 10 septembre 2008, la Cour des Comptes explique que la CNAMTS n’a pas été en mesure de respecter le calendrier peu réaliste de généralisation de la carte Vitale 2, « à partir de 2006 et en 18 mois. La généralisation, amorcée fin 2007, ne sera pas assurée avant plusieurs années. »
En septembre 2006 il avait été annoncé que la nouvelle carte Vitale 2 permettrait l'intégration de nouveaux services (médecin traitant déclaré, don d'organe…). La mention « Médecin traitant déclaré » devait être intégrée dans Vitale 2 à la mi 2007. Or il n'en était rien en mars 2009. Idem pour la mention « Don d'organe ».
Depuis la parution de l'arrêté du 14 mars 2007 « relatif aux conditions d'émission et de gestion des cartes d'assurance maladie », les cartes Vitale 1 ou 2 doivent être mises à jour chaque année à compter de sa date d'émission. Si ce n'est fait, il ne peut bénéficier de la dispense d'avance des frais pour les prestations en nature de l'assurance maladie (fonctionnalité implantée dans les progiciels de facturation depuis la version 1.40.5). Dans le mois qui suit l'information par son régime, le titulaire de la carte Vitale a l'obligation de l'actualiser dans les bornes ou au guichet des caisses en cas de changement des données concernant le régime obligatoire.  
En raison du nombre croissant de cartes Vitale en circulation, la sécurité sociale annonce en 2009 que le numéro de série des cartes Vitale 2 va bientôt changer de format,. Mais ces futures cartes Vitale 2 ne pourront être lues par les progiciels que si les logiciels des lecteurs de cartes installés chez les professionnels de santé sont actualisés en version 3.x.  Cette nouvelle génération de logiciel lecteur accélère l'accès aux cartes Vitale et la sécurisation de la facture électronique, assure le chiffrement 3DES des flux et permet de remonter la date de fin de droit ALD écrite sur la carte du bénéficiaire.
En juillet 2022, dans le projet de loi de Finances rectificative porté par le groupe parlementaire Les Républicains une première enveloppe de 20 millions d'euros est allouée pour l'instauration de la carte Vitale biométrique.

## Données de la carte Vitale
L'arrêté du 14 mars 2007 a prévu que le composant électronique de cette nouvelle carte contienne un certain nombre de nouvelles données :

### Données relatives à la carte
- Type de carte et numéro de série ;
- Numéro de la version du schéma organisant les données ;
- Données de personnalisation et la dernière mise à jour de la carte ;
- Date de fin de validité de la carte.

### Données relatives au titulaire de la carte
- Numéro d'inscription au répertoire national d'identification des personnes physiques ;
- Prénom usuel, nom de famille et, le cas échéant, nom d'usage ;
- Date de naissance et rang de naissance ;
- Adresse (non disponible en mars 2009) ;
- Photographie ;
- « La qualité de bénéficiaire de l'assurance maladie ou le motif lui conférant la qualité d'ayant droit » ;
- « Le cas échéant, l'existence d'un médecin traitant et les informations permettant de l'identifier » ;
- « Le cas échéant, la nature de l'exonération totale ou partielle de la participation financière de l'ouvrant droit pour des actes ou prestations délivrés ou servis au titulaire et les dates de début et de fin de cette exonération ».

### Données relatives à l'ouverture de droits pour le régime de base d'assurance maladie
- Numéro d'inscription au répertoire national d'identification des personnes physiques du ou des ouvrant droits ;
- La nature des droits ;
- « L'identification de l'organisme servant les prestations d'un régime de base d'assurance maladie » ;
- « Le cas échéant, la nature de l'exonération totale ou partielle de la participation financière de l'ouvrant droit pour des actes ou prestations délivrés ou servis au titulaire et les dates de début et de fin de cette exonération » ;
- « Le cas échéant, les informations relatives à la situation du bénéficiaire par rapport aux dispositions réglementaires de dispense d'avance de frais » ;
- « Le cas échéant, les codes de gestion financière ».

### Volet complémentaire santé (non disponible en mars 2009)
Éventuellement et sous réserve du consentement du titulaire, il pourrait y avoir implantation d'informations relatives à la complémentaire santé  pour chacun des bénéficiaire : 
- numéro d'identification de l'organisme d'assurance maladie complémentaire ;
- type de garanties et  services associés ;
- date de début et durée des garanties et des services associés.

### Données pour la gestion des accidents du travail ou des maladies professionnelles
- Identification des derniers accidents ou maladies professionnelles reconnus (non implanté au 15 mars 2009) ;
- l'organisme gestionnaire (non implanté au 15 mars 2009) ;
- codes de gestion financière.

### Données permettant l’accès aux soins si séjour ou résidence dans un autre État membre de l’Union européenne
Ces données ne sont pas encore implantées dans la carte Vitale au 15 mars 2009.
Données décrivant la situation du titulaire pour l'édition d'un formulaire E 112 : 
- type de la convention européenne ;
- date d'établissement du formulaire ;
- article du règlement européen ;
- date de début et de fin de validité du formulaire ;
- activité du bénéficiaire des soins renseigné au cadre 1 du formulaire E 112.

## Titulaire
La carte Vitale est strictement personnelle et est attribuée gratuitement à tout ayant droit de plus de 16 ans français ou résidant en France. Pour ces derniers leur carte Vitale est un extrait de carte de l'assuré social. 
Les bénéficiaires de l'aide médicale d'État (AME) n'ont pas de carte Vitale et les données sont à récupérer à partir d'une attestation papier.
Les mineurs dépendant de l'aide sociale à l'enfance (ASE) disposent aussi d'une carte Vitale  avec leur propre numéro de Sécurité sociale. Depuis 1996, les caisses d’assurance-maladie ont obligation de délivrer à tout bénéficiaire de l’assurance-maladie une « carte électronique individuelle inter-régimes », la carte Vitale.
Les Français travaillant en principauté de Monaco ne possèdent pas de carte vitale car rattachés à la CCSS ou la SPME.
Note : les professionnels de santé se sont également vu attribuer une carte à puce nominative, dont l'utilisation est théoriquement limitée à une seule personne, et qui doit être utilisée en même temps que la carte Vitale du patient pour pouvoir transmettre les informations de facturation à la Sécurité sociale.

## Visuel
Sur la face avant de la carte on note l'apparition d'un V en braille, des nom, prénom, numéro de sécurité sociale et photo du titulaire. On note aussi l'indication de la  date d’émission et le numéro de série logique de la carte inscrit aussi dans la puce de la carte et présent dans une feuille de soin électronique (position 11 à 20).
La loi du 13 août 2004 (article L. 161-31 du code de la santé publique), a rendu obligatoire la présence de la photographie de l’assuré sur la carte Vitale 2, afin de limiter les fraudes. Cette photographie doit correspondre aux spécifications de la norme « ISO/IEC 19794-5:2005 », celle des cartes d'identité et passeports. Elle doit être récente, faite par un photographe ou dans une cabine photo agréée, en couleur, de taille 35 mm x 45 mm, sur fond clair et uni, visage centré de face et tête nue.  Depuis le 1er décembre 2007, les organismes ne peuvent délivrer à leurs bénéficiaires que des cartes Vitales dotées d'une photographie. Elle est imprimée sur la carte, mais est aussi inscrite dans la puce de Vitale 2. La CNIL interdit pour l'heure la lecture de la photo numérisée qui est protégée par un dispositif anti-copie. 

## Coût
Selon l'assurance maladie, le coût serait de 2,20 € + 0,50 € pour la photo, soit un total de 2,70 € par carte Vitale 2. Mais dans ce coût ne sont pas intégrés les frais de gestion dans les accueils des caisses pour aider certains assurés à remplir les dossiers de demande de cette carte. Le coût de la carte Vitale 1 était lui de 3,66 € à son lancement en 1998.

## Fabricants
C'est Sagem Sécurité qui a développé le « masque » (système d’exploitation) de la nouvelle carte. Ce masque est implanté sur deux composants de 32Ko de mémoire Eeprom. Elle comprend un composant IAS (Identification, authentification, signature).
- Oberthur Card Systems, Gemalto sont les fournisseurs des cartes personnalisées.
- Sagem Sécurité et Oberthur Card Systems alimentent en cartes vierges les ateliers de personnalisation des cartes Vitale, à Cergy-Pontoise.
- Sagem Sécurité et Experian assurent la numérisation des photos.

Experian associé à Sagem Défense Sécurité, a remporté le 17 juin 2006 le marché de la gestion du back-office du GIE Sesam-Vitale dans le cadre du renouvellement des cartes Vitale. C'est dans deux centres à Sotteville-lès-Rouen et à Rouen que cette société traite par numérisation les formulaires de demandes de cartes Vitale reçus par la poste, puis met à disposition du portail d’émission de cartes les photos numérisées. Par contrat, Experian doit assurer le traitement de 1,5 million de dossiers chaque mois en 24-48 heures. Le contrat porte sur un minimum de 24 millions de traitement de formulaires remplis par les assurés.

## Liste d’opposition électronique

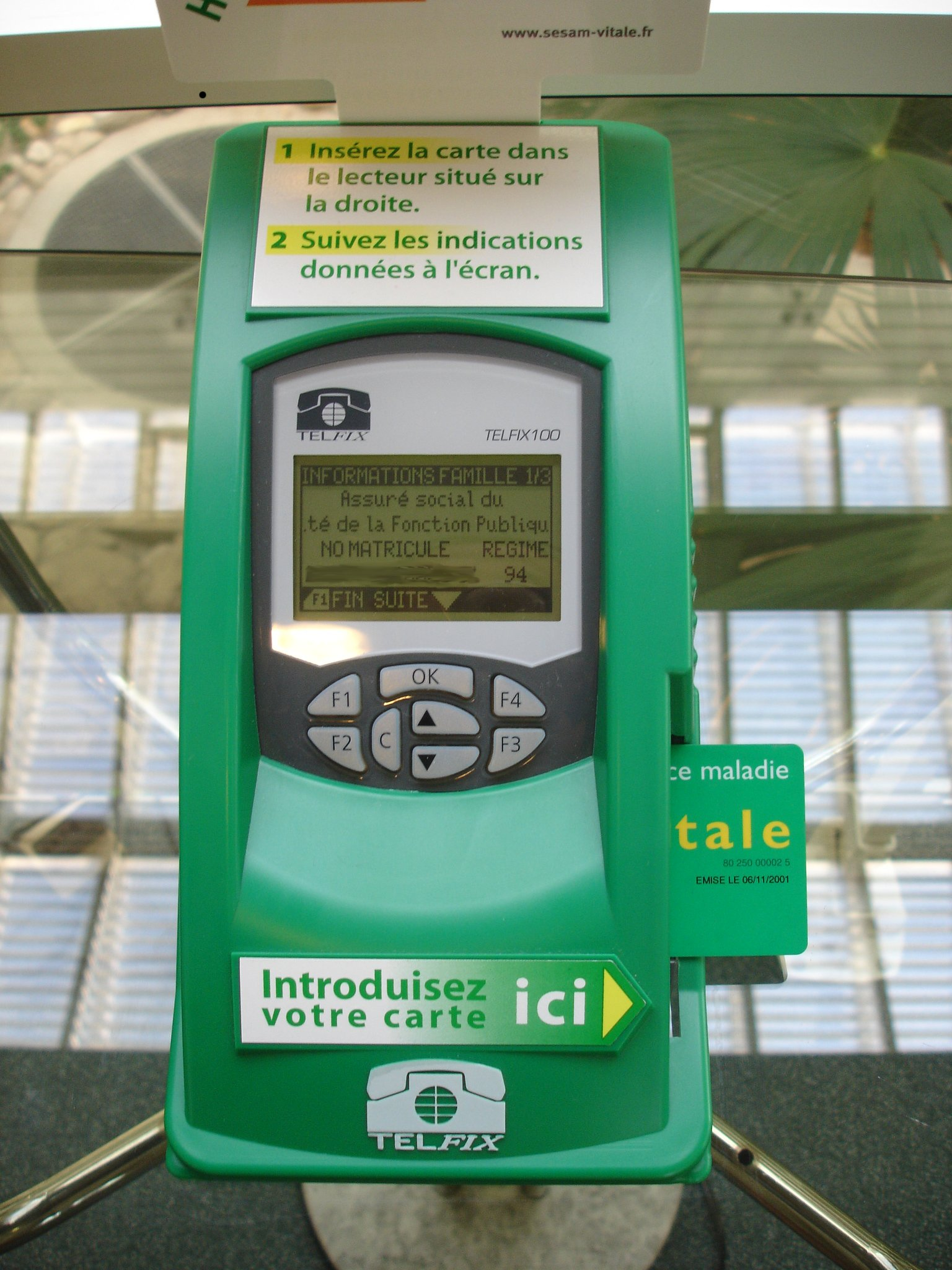
Borne libre-service permettant de mettre à jour le contenu de la carte vitale

Afin de lutter contre la fraude, après une expérimentation au deuxième semestre 2003 avec 2 000 pharmacies (dans les régions PACA, Corse, Gironde et Ardennes), depuis juin 2004, les logiciels des officines de pharmacie gèrent une liste nationale et inter-régimes des cartes Vitale en opposition. Cette « liste d’opposition électronique » (LOE) comporte les numéros de série de toutes les cartes Vitale mises en opposition quel que soit le régime d'Assurance Maladie obligatoire. Une carte Vitale est inscrite dans cette liste quand elle été déclarée perdue ou volée (pour éviter la circulation d'une carte en double exemplaire), fait l'objet d'une utilisation frauduleuse, ou si elle est invalidée par le régime obligatoire qui l'a émise (absence de mise à jour de droits particuliers, modification de caisse d'affiliation).
Depuis cette date, le GIE SESAM-Vitale pouvait soit adresser chaque mois une mise à jour de cette liste d’opposition dans la boîte aux lettres des applications métiers des pharmaciens, soit adresser une mise à jour entre le 18 et le 22 de chaque mois à l'« organisme concentrateur technique » (OCT) qui ensuite la restitue aux pharmaciens. Les progiciels en version 1.31.4 ou supérieure bloquent automatiquement les cartes dont les numéros sont inscrits sur la liste d'opposition. Avec les progiciels 1.31.5 et supérieurs, le pharmacien ne peut pas réaliser une feuille de soin électronique sécurisée en tiers payant. Une feuille de soin électronique dégradée — c'est-à-dire sans usage de la carte Vitale — peut être faite mais dans ce cas le pharmacien risque de ne pas être remboursé en cas de tiers payant.

### Liste d’opposition électronique incrémentale
Conséquence de la convention nationale des pharmaciens signée le 29 mars 2006, l'addendum no 4 au cahier des charges publié en mars 2009 apporte une évolution concernant la liste d’opposition des cartes Vitale. La liste quotidienne d’opposition des cartes Vitale (LOI) devient incrémentale et doit être téléchargée chaque jour. Au moment de sa publication seuls les pharmaciens sont concernés, mais il est précisé (page 10) qu'ultérieurement, et sans doute lors de la signature des nouvelles conventions, il y aura une extension de la liste d’opposition à l'ensemble des professionnels de santé ainsi que de son opposabilité.

## Parcours de soins coordonnés
C'est en mai 2006, que le Cahier des Charges SESAM-Vitale 1.40 a intégré via l'addendum 2bis, la gestion du Parcours Coordonné de Soins. Les éditeurs de logiciels de facturation ont été contraints de développer de nouvelles versions dont certaines ont été livrées avec beaucoup de retard aux professionnels de santé compliquant pour eux la facturation, Ainsi l'éditeur Axilog (17,44 % des parts de marché chez les généralistes et 14,52 % chez les spécialistes en janvier 2009), n'a diffusé son progiciel de FSE 1.40 agréé le 22 janvier 2008 et intégrant l'addendum 2bis qu'en février 2009.
L'article 3 de l'arrêté du 14 mars 2007 précise que la carte peut comporter des données précisant « l'existence d'un médecin traitant et les informations permettant de l'identifier ». La mention « Médecin traitant déclaré » devait être intégrée dans Vitale 2 à la mi 2007, or il n'en est rien en mars 2009.

## Historique des remboursements
En 2009, les médecins peuvent consulter en ligne les douze derniers mois des seules prestations remboursées par l'assurance maladie. Les médicaments non remboursés (pilules contraceptives, médicaments conseils) ainsi que ceux dispensés par les pharmacies hospitalières ne sont pas disponibles. Cette consultation nécessite la présence conjointe de la Carte de Professionnel de Santé (CPS) et de la carte Vitale du patient. L'accord explicite du patient est présumé consenti par le fait qu'il donne sa carte Vitale au médecin, à charge pour ce dernier de lui expliquer qu'il s'en sert, non pas pour ouvrir le dossier médical dans son logiciel métier ou réaliser une feuille de soin électronique mais accéder à cet historique en ligne. Il n'a pas de possibilité de masquage des données dans cet historique.
Ce service est né avec la loi du 13 août 2004. Ce chantier avait été « présenté en 2004 comme quasiment finalisé » et promis par l’assurance maladie pour un déploiement en avril 2005. Dans la convention d’objectifs et de gestion avec l’État 2006-2009 publiée en août 2006, ce service est annoncé le premier semestre 2006. Finalement après une expérimentation en septembre 2005 dans les Yvelines, il ne commence à être déployé partiellement qu'en août 2007 et uniquement pour la caisse nationale d'assurance maladie (CNAM). C'est fin 2007 que la MSA, le RSI, le GAMEX et la CNMSS rejoignent le dispositif. En février 2009, de nombreux régimes comme la Mutuelle Générale ne sont pas reliés.
Après une infrastructure technique fournie par la CNAM, depuis la fin 2007 la sécurisation d'accès est assurée par IMARS (Infrastructure Mutualisée d’Accueil et de Routage Sécurisés des services en ligne) développée pour tous les régimes par le GIE SESAM-Vitale et qui permet l’authentification en ligne de la carte Vitale.
La cour des comptes (France) dans son rapport publié en septembre 2008 explique que le coût estimé de ce chantier pour la période 2005 à 2008 serait d'environ 10 millions d'euros pour la CNAM, un million d'euros pour le régime social des indépendants (RSI) et quelques centaines de milliers d’euros pour la mutualité sociale agricole (MSA) et les mutuelles de la fonction publique.

## Dossier pharmaceutique
La carte Vitale sert aussi, dans les pharmacies connectées, à alimenter le contenu du dossier pharmaceutique un chantier dont le maître d'œuvre est le Conseil national de l’Ordre des pharmaciens (CNOP).
Les pharmaciens identifiés par leur carte CPS, ont accès aux quatre derniers mois des médicaments délivrés dans les différentes officines connectées au DP. On y trouve, sauf précision contraire du patient lors de la dispensation, l'intégralité des médicaments délivrés remboursées ou non. La délivrance hospitalière reste exclue de ce dispositif. Les données sont chiffrées, comme les connexions au serveur qui se font en mode SSL. Les archives sont conservées trois ans au total an par l'hébergeur Santeos.
À la suite d'une autorisation initiale de la CNIL datant du 30 mai 2007, c’est en juin 2007 qu'a débuté la phase pilote dans des quelques pharmacies de six départements (Doubs, Meurthe-et-Moselle, Nièvre, Pas-de-Calais, Rhône, Seine-Maritime). Puis en février 2008, à la suite d'une autre décision de la CNIL, il y a eu élargissement de l'expérimentation aux départements d'Yvelines et des Hauts-de-Seine ainsi qu'à 2 000 autres officines sur l’ensemble du territoire. Le 22 juillet 2008 la CNIL a autorisé la poursuite de l’expérimentation jusqu’au 15 novembre 2008. Finalement c'est le 2 décembre 2008 que la CNIL a donné son autorisation pour la généralisation du Dossier Pharmaceutique à toute la France.
En pratique pour identifier les dossiers pharmaceutiques le numéro de sécurité sociale n’est pas utilisé. Les API Sesam Vitale des progiciels des officines remontent par lecture de la carte Vitale, le nom, le prénom, la date de naissance, le rang gémellaire et le numéro de série de la carte Vitale. Cela sert à générer un identifiant temporaire, le Numéro du Dossier Pharmaceutique (NDP). Les experts estiment qu’il faudra au moins 5 ans pour que l’identifiant unique de santé soit opérationnel et remplace cet identifiant temporaire.

### Volet «Urgence»
La loi du 13 août 2004 a prévu que la carte Vitale comporte un volet d'urgence « destiné à recevoir les informations nécessaires aux interventions urgentes » que les professionnels de santé peuvent compléter après le consentement exprès du titulaire de la carte (non implanté au 15 mars 2009). Ce volet a remplacé le volet de santé « destiné à ne recevoir que les informations nécessaires aux interventions urgentes ainsi que les éléments permettant la continuité et la coordination des soins » prévu par la loi du 27 juillet 1999 et qui ne fut pas plus implanté que le volet médical prévu par l'ordonnance du 25 avril 1996].
Éventuellement, la carte peut contenir les coordonnées de la personne à prévenir en cas de nécessité (non implanté au 15 mars 2009).

### Don d'organe
Éventuellement, la carte peut indiquer que son titulaire « a eu connaissance des dispositions de la réglementation sur le don d'organes » (non implanté au 15 mars 2009).

## Certificats d'authentification et de signature
En mars 2005, Jacques de Varax, directeur du GIE Sesam-Vitale expliquait que la carte Vitale 2 « deviendra la clé du coffre-fort de santé personnel », c'est-à-dire du dossier médical personnel, qui selon la loi du 13 août 2004 devait être généralisée pour tous les Français au 1er juillet 2007. En effet il est prévu que la carte puisse contenir un certificat d'authentification et un certificat de signature de document de son titulaire. Pour ces usages, la carte Vitale 2 comporte un composant « IAS » (identification, authentification et signature), mais qui n'est pas activé. 
Le décret du 14 février 2007 autorisant la carte Vitale 2 renvoie à un décret ultérieur la mise en action de fonctions de sécurité. Pourtant la Direction générale de la modernisation de l'État (DGME) soulignait dès avril 2006, l'importance d'implanter des certificats électroniques dans les cartes Vitale 2 lors de leur émission, afin en particulier d'authentifier fortement l'accès au dossier médical personnel. Mais cette étude n'a débuté que fin 2007, dirigée par la CNAMTS, et arrêtée à la suite du gel du chantier du dossier médical personnel par Roselyne Bachelot en juin 2007. 
La direction de la Sécurité sociale (DSS) estimait que les coûts d’implantation des certificats d’authentification dans la carte Vitale 2 et de gestion de l'Infrastructure à clés publiques (IGC), seraient pour les cinq premières années, de 50 à 130 millions d'euros par an. Pour chaque carte, le coût annuel des certificats X.509 serait de 0,85 € à 2,2 €. Sur le modèle de celle qui gère les 600 000 cartes de professionnels de santé (CPS), il faudrait construire une lourde infrastructure de gestion de 60 millions  de certificats assurant l'enregistrement de l’identité des personnes, la certification, gérant les listes de révocation de certificats.

## Expérimentations autour de la carte Vitale
Diverses expériences ont eu lieu, et le principe de cette carte a - dans un tout autre domaine - inspiré le projet de Carte vitale du bâtiment.

### Carte à puce DUO FFSA
L'expérimentation se fait dans le cadre des préconisations du rapport Babusiaux. Le conseil de surveillance du GIE Sesam-Vitale a donné son accord en 2005. L’API de lecture des cartes DUO, développée par le GIE SESAM-Vitale, a été livrée en 2007 aux différents éditeurs de logiciels. La Fédération Française des Sociétés d'Assurances (FFSA) a commencé depuis juin 2007 une expérimentation dans le département des Bouches-du-Rhône. Cette expérimentation menée par les assureurs SOGAREP, AMIS, AVIVA, AXA, GAN, GROUPAMA et MMA a été étendue progressivement au Calvados, au Deux-Sèvres, à la Seine-Maritime, au Var et à la Vienne. Cette deuxième carte à puce contient un volet administratif pour les seules données d'assurance complémentaire.
En 2007 55 000 cartes Duo-FFSA ont été livrées. 140 000 cartes devraient être distribuées au total. Cette carte, directement adressée à l'assuré par l'assureur, n'a pas besoin d'être actualisée au minimum une fois par an comme les cartes Vitale. Elle reflète donc la situation exacte de l'assuré et des bénéficiaires. Elle peut être mise en opposition par l'assureur en cas de non-paiement du contrat. Elle est utilisée conjointement avec la carte Vitale par les pharmaciens équipés de nouveaux logiciels de facturation, soit dans un lecteur trifente, soit alternativement avec la carte Vitale. Les tests ont commencé avec le tiers-payant pharmacie, puis pour la radiologie et ensuite les autres professionnels de santé.
Il n'y a pas de photo sur la carte Duo. Son coût exclusivement supportée par l’organisme d'assurance complémentaire était estimé en 2005 à environ 2,20 €.

### Expérimentations BABUSIAUX FNMF
Les expérimentations « Babusiaux » ont pour but d'analyser les habitudes de consommation pharmaceutique des adhérents aux mutuelles afin officiellement, « d'améliorer la qualité des soins et générer des économies ». En 2004 la CNIL a autorisé à titre expérimental pour une durée de douze mois, la FNMF à accéder, pour le compte des mutuelles qu'elle fédère, aux codes CIP des médicaments et aux codes LPP (Liste des produits et prestations) des feuilles de soins électroniques. Ces études n'ont été autorisées que sur des DRE anonymisées de manière irréversible.
Les DRE sont concentrées sur une plate-forme gérée par le prestataire Asway. Les données d'identification de l’assuré sont transformées en un numéro anonyme et irréversible. Ensuite, ces données sont agrégées et traitées à des fins statistiques.
En 2006, grâce à la mise en œuvre d’un pilote dit « Vitale 1ter », la Fédération nationale de la mutualité française (FNMF) a pu récupérer les premiers flux réels de DRE réalisées avec des cartes Vitale 1ter. Dès avril 2007, la FMMF a utilisé la nouvelle version de la Chaîne d’Administration des Cartes (CAC) développée par le GIE SESAM Vitale pour Vitale 2.

### Inédit Santé (BABUSIAUX FFSA)
Autre expérimentation Babusiaux menée depuis octobre 2007 dans 5 000 pharmacies par l'assureur privé AXA pour la FFSA et concernant dix départements français, l'Hérault d'abord, puis les départements 06, 27, 33, 35, 44, 49, 59, 77 et 84. Elle a pour but d’automatiser le remboursement par les mutuelles de certains produits prescrits et non remboursés par le régime obligatoire.
Les progiciels télétransmettrent ces factures sécurisées dans les mêmes lots de factures contenant des prestations remboursables. Les flux électroniques passent obligatoirement par un Organisme Concentration Technique (OCT) qui fait l'aiguillage vers les mutuelles.
Il faut intégrer un module spécifique dans les progiciels de facturation 1.3x et 1.4x des pharmaciens. En effet les FSE doivent détailler les codes CIP des médicaments non remboursables (PHN) pour les faire parvenir au régime complémentaire. En outre, il faut que l'officine puisse transmettre aussi les FSE qui ne comportent que des prestations prescrites non remboursées par l’assurance maladie obligatoire.

### Carte électronique européenne d’assurance maladie
Les cartes vitale 1 ter et 2 contiennent des volets E128, E112 et E111.
La carte électronique européenne d’assurance maladie (e-CEAM) est la version électronique de la Carte européenne d'assurance maladie. Ce projet, lancé en 2002, propose à terme la dématérialisation progressive de tous les formulaires de prise en charge qui empêchent la mobilité des assurés européens dans l’Union. Le consortium européen NETC@RDS (Allemagne, Autriche, Finlande, France, Grèce, Hongrie, Italie, Liechtenstein, Norvège, Pays-Bas, Pologne, République tchèque, Roumanie, Slovaquie, Slovénie) est chargé de la mise au point de cette carte électronique. Le projet est coordonné par le GIE SESAM-Vitale. Mais il est difficile de déployer un système interopérable alors que chaque pays européen présente chacun des contraintes spécifiques sur le plan technologique ou de l'architecture de ses systèmes d’information de santé. En outre quelques États ont lancé leur programme national de carte de santé électronique, comme la France avec Sesam-Vitale depuis 1998. D'autres ont leur propre carte électronique de santé : l’Allemagne avec la carte eHealth lancée en 2008 par l'Allgemeine Ortskrankenkasse, l'Italie avec la carte SRS-CISS, ou Carta regionale dei servizi (qui est une carte de services incluant la santé), l’Autriche avec ecard, la République tchèque, la Belgique avec la Carte SIS.
Le déploiement initial de la future e-CEAM a été annoncé à partir de 2010.

### NETC@RDS
Les cartes Vitale 1 ter et 2 contiennent un volet optionnel Netc@rd.
Portail NETC@RDS :
- Acquisition des données d'identification du patient soit par scannage de la carte CEAM ou en lisant directement dans des terminaux les cartes électroniques Vitale, ecard
- Vérification sécurisée des droits en ligne sur le portail netc@rds
- Édition d'un formulaire électronique Netc@rds
- Échanges de données entre l'établissement de soins et l'organisme européen pour la prise en charge financière des soins.
- 2002-2003 : Première étape, baptisée « Phase A1 ». Elle a consisté en une étude de faisabilité avec cinq partenaires situés dans quatre pays différents.
- 2004-2006 : Phase A2-A3. 85 établissements hospitaliers européens (dont l'Hôpital européen Georges-Pompidou) ont participé à la phase pilote A. Le projet concerne vingt partenaires de dix pays.
- La troisième phase, dite « B », devait démarrer en juin 2007 et se terminer en 2009. On compte 26 partenaires de quinze pays réunis en consortium ainsi que des sponsors. En 2008 de nouveaux points de service ont été ouverts en France (Hôpital Saint Roch à Nice, Clinique des Diaconesses à Strasbourg), en Allemagne (Lörach). L’objectif de la phase B est de déployer et d’évaluer un téléservice transeuropéen de dématérialisation des prises en charge des soins dans 305 établissements (hôpitaux ou cliniques) européens (au total 566 points de services). Les premiers chiffres de l'évaluation étaient attendus en 2009/2010.

Une convention multilatérale a été conclue entre les différents organismes d’Assurance maladie européens proposant le service NETC@RDS. Elle permet de garantir le paiement des factures des prestations de soins effectuées dans les différents établissements de santé européens connectés.

## Démarches administratives
La déclaration de perte de son passeport, de sa carte d'identité ou de sa carte vitale fait partie des démarches administratives en ligne qu'il est désormais possible d'effectuer via Mon.service-public.fr, un portail internet de l'administration française créé début 2009, pour simplifier les démarches.

## Anecdotes
Deux ingénieurs, Jérôme Créteaux et Patrick Gueulle, ont obtenu le Prix Voltaire 2005 distribué par les Big Brother Awards pour avoir démontré que les informations de la carte Vitale étaient codées, mais non chiffrées. Autrement dit, le logiciel de cryptographie n’a pas été activé (pour des raisons d’économie) : les données sont donc en clair. Ils ont ainsi montré qu’il était possible d’avoir accès aux données confidentielles présentes dans la carte et de créer des cartes « compatibles » acceptées par les professionnels de santé tout en modifiant lesdites données confidentielles. L’ayant signalé au GIE-Carte Vitale, la seule réponse dudit organisme a été de poursuivre Jérôme Créteaux pour fabrication de fausse carte et escroquerie en bande organisée parce qu’il avait démontré la viabilité de sa « carte compatible » en se faisant remettre des médicaments dans une pharmacie.
Certains retraités européens installés en France se sont vu retirer leur carte Vitale, le 30 septembre 2007, pour des raisons administratives. D'après la CPAM des Hautes-Pyrénées : « Conformément au décret du 21 mars 2007 », en application d'une directive européenne de 2004, « tout résident communautaire non actif se trouvant sur notre territoire et ne pouvant bénéficier ou continuer de bénéficier des droits européens sur présentation de formulaires tels que E 106 ou E 121 ne peut bénéficier de la Sécurité sociale mais doit contracter une assurance privée. En conséquence, vous voudrez bien nous retourner vos cartes Vitale ».